# 生駒武志
生駒 武志（いこま たけし、1971年1月17日 - ）は、兵庫県宝塚市出身のJリーグ・セレッソ大阪フィジカルコーチ（JFA公認B級ライセンス習得）。

## 所属クラブ・学歴
- 甲南大学経済学部
- 筑波大学大学院修士課程体育研究科コーチ学専攻

## 指導歴
- 1993年 - 1996年 筑波大学蹴球部 コーチ
- 1997年 - 2002年 ジュビロ磐田 コンディショニングコーチ
- 2003年 - 2006年 サンフレッチェ広島 フィジカルコーチ
- 2007年 - 2008年1月 セレッソ大阪 フィジカルコーチ
- 2008年2月 - 2013年 ジュビロ磐田 フィジカルコーチ
- 2014年 - 2017年 大宮アルディージャ フィジカルコーチ
- 2018年 - 2019年 アルビレックス新潟 フィジカルコーチ
- 2020年 - 2021年 ガンバ大阪 フィジカルコーチ
- 2022年 - 2024年 横浜FC フィジカルコーチ
- 2025年 - セレッソ大阪 フィジカルコーチ